# 1992 en Palestine
Chronologie de la Palestine
- 1988
- 1989
- 1990
- 1991
- 1992
- 1993
- 1994
- 1995
- 1996

Cette page concerne les événements survenus en 1992 en Palestine :

## Évènements
- Première intifada (1987 - 1993)
- décembre 1991 à janvier : Couvre-feu à Ramallah (en)
- Affaire Alamarin c. Commandant des forces de défense israéliennes dans la bande de Gaza (en)
- 6 avril : Le Kazakhstan reconnaît l'État de Palestine[1].
- 7 avril : L'avion transportant le président palestinien Yasser Arafat et 12 autres personnes s'écrase lors d'une tempête de sable en Libye.
- 8 avril : L'épave de l'avion du président Arafat est retrouvée par un avion de l'armée de l'air libyenne. Arafat est retrouvé vivant et couvert d'ecchymoses, tandis que 3 des 13 personnes à bord de l'avion sont retrouvées mortes.
- 15 avril : L'Azerbaïdjan reconnaît l'État de Palestine[1].
- 17 avril : Le Turkménistan reconnaît l'État de Palestine[1].
- 25 avril : La Géorgie reconnaît l'État de Palestine[1].
- 24 mai : Meurtre d'Helena Rapp (en) : Fuad Muhammad Abdulhadi Amrin, Palestinien de 18 ans, poignarde à mort Helena Rapp, Israélienne de 15 ans. Le Jihad islamique palestinien revendiqué l'attaque[2].
- 27 mai : La Bosnie-Herzégovine reconnaît l'État de Palestine. 94 pays ont reconnu l'État de Palestine à la fin de l'année 1992[1].
- 14-17 juillet : Soulèvement de l'université nationale An-Najah (en)
- 27 septembre-11 octobre : Grève de la faim des prisonniers palestiniens (en)
- 16 décembre : Expulsion de membres du Hamas (en) vers le Liban.

## Création
- Société Atfaluna pour les enfants sourds (en)
- Compagnie nationale d'assurance de Palestine (en)